# Wilhelm Emmanuel von Ketteler

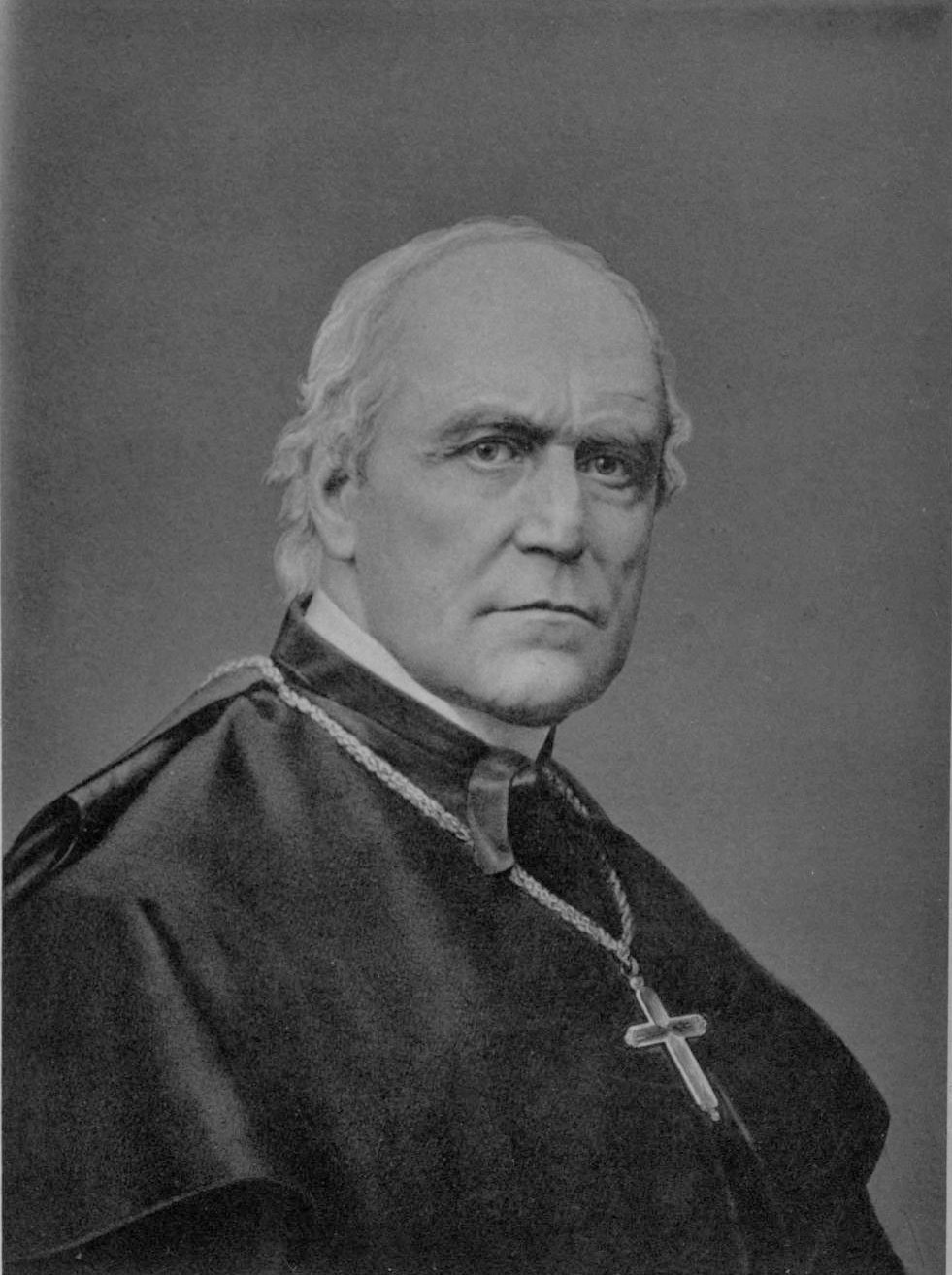
Wilhelm Emmanuel von Ketteler,
1870

Wilhelm Emmanuel Freiherr von Ketteler (* 25. Dezember 1811 in Münster; † 13. Juli 1877 im Kloster Burghausen, Landkreis Altötting) war ein deutscher Theologe, römisch-katholischer Bischof von Mainz und Politiker (Deutsche Zentrumspartei). Ketteler ist der Gründer der Katholischen Arbeitnehmerbewegung und wurde aufgrund seines Engagements für die Arbeiterschaft der Arbeiterbischof genannt. Er war ein Großonkel von Clemens August Kardinal  Graf von Galen.

## Biografie
Ketteler wurde als sechstes von neun Kindern des Landrates Maximilian Freiherr von Ketteler (1779–1832) und dessen Gattin Clementine geb. von der Wenge (1778–1844) geboren. Seine älteren Brüder waren Clemens (1806–1881), August Joseph (1808–1853) und der Politiker Wilderich Freiherr von Ketteler (1809–1873). Sein jüngerer Bruder Richard (1819–1855) war Ordensoberer. Er entstammte dem westfälischen Uradelsgeschlecht von Hüsten, das sich später von Ketteler nannte.
1828 schloss er das Abitur im Jesuiteninternat des Kollegium Spiritus Sanctus in Brig / Wallis (Schweiz) ab, danach studierte er Rechtswissenschaften und Staatswissenschaft in Göttingen, wo er sich dem Corps Guestphalia anschloss. Bei einem Duell verlor er hier seine Nasenspitze.
Seine Studien setzte er dann ab 1831 in Berlin fort. Dort hörte er unter anderem Friedrich Carl von Savigny. Nach Abschluss des Jurastudiums in Berlin und Staatsexamen in Münster leistete er seine einjährige Militärzeit als Unteroffizier ab und wurde Gerichtsreferendar. Anschließend schlug Ketteler zunächst eine juristische Laufbahn in Preußen ein, quittierte jedoch den Staatsdienst aus Glaubens- und Gewissensgründen, unter anderem wegen der Verhaftung und Inhaftierung des Kölner Erzbischofs Clemens August Droste zu Vischering. Anschließend studierte er von 1841 bis 1843 Theologie in München, wo er dem Kreis um Joseph Görres angehörte. Am 1. Juli 1844 wurde Ketteler in Münster zum Priester geweiht. Bereits als Kaplan an St. Stephanus in Beckum wurde sein Interesse an der Sozialen Frage deutlich. Auf seine Anregung entstand dort ein Krankenhaus für die unteren Schichten, welches bis heute besteht. Im November 1846 übernahm er die verwahrloste Gemeinde Hopsten.

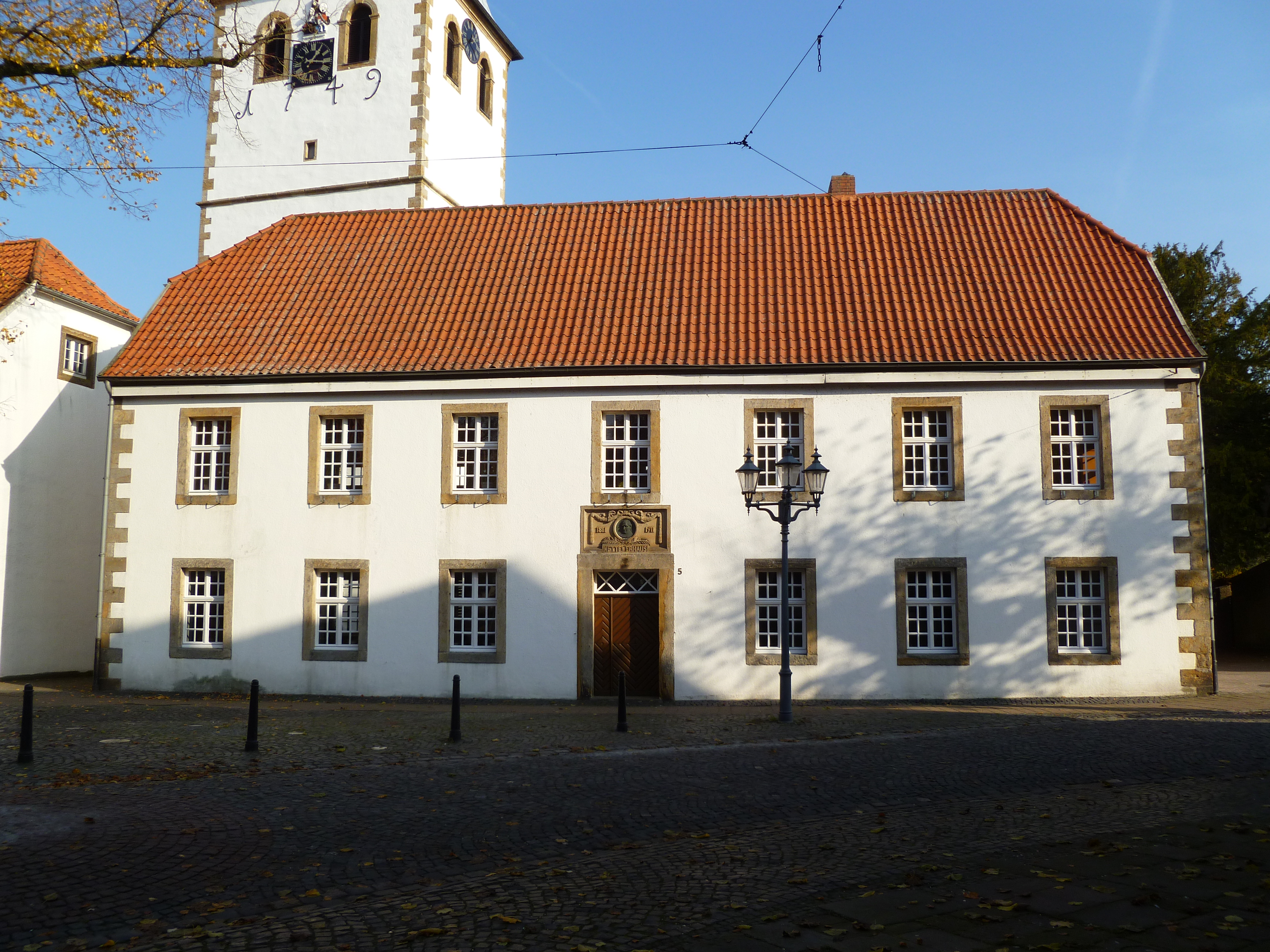
Im heutigen Kettelerhaus wohnte Ketteler als Pfarrer von Hopsten (2011)

Die Jahre bis 1848 als „Bauernpastor“ haben Ketteler entscheidend geprägt. Sein unermüdlicher Einsatz galt der Linderung des durch Armut, Krankheit und mangelnde Ausbildung hervorgerufenen Elends.
1848/49 war er Mitglied der Nationalversammlung in der Frankfurter Paulskirche. Im August 1849 legte er sein Mandat nieder, als er zum Propst an St. Hedwig in Berlin und zum Fürstbischöflichen Delegaten für Brandenburg und Pommern ernannt wurde, jedoch nur für kurze Dauer. Schon am 15. März 1850 wurde Ketteler, gewählt aus drei vom Domkapitel dem Papst benannten Kandidaten (darunter Heinrich Förster), zum Bischof von Mainz ernannt und am 27. Juli durch den Freiburger Erzbischof Hermann von Vicari zum Bischof geweiht.

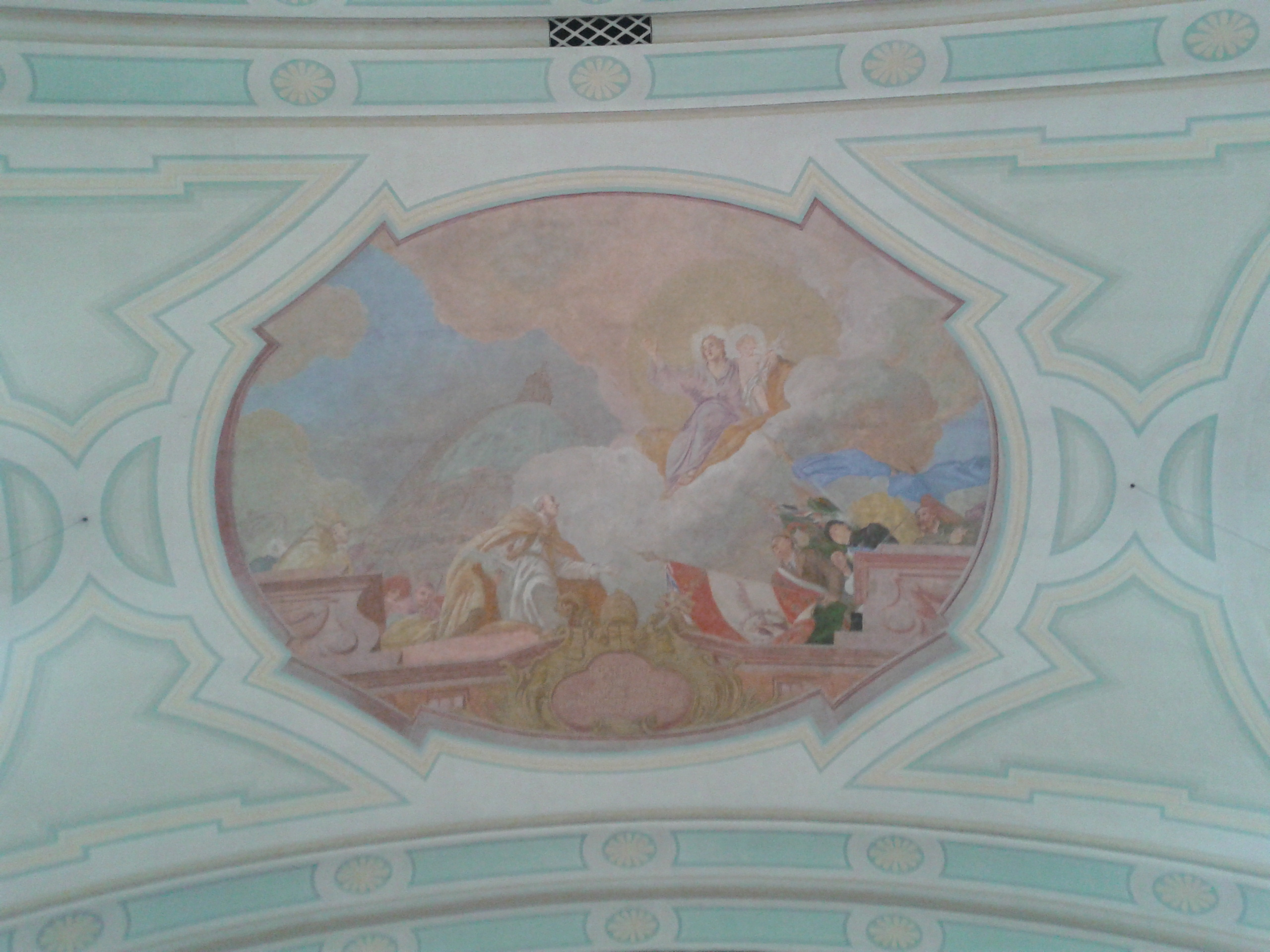
Deckengemälde in der Stadtpfarrkirche St. Josef (Reinhausen): Papst Pius IX. (als er den Hl. Josef zum Schutzherr der katholischen Kirche erklärte) mit Fahnen der Regensburger Studenten- und anderer kirchlicher Vereine, Bischof Ketteler und Zentrumsparteivorsitzender Windthorst

1871/72 war er Mitglied des deutschen Reichstags. Gemeinsam mit Ludwig Windthorst gründete er die Zentrumspartei als Gegengewicht zu den protestantischen Parteien. Er legte sein Mandat aber zugunsten seines Domkapitulars Christoph Moufang nieder.
Zwei im Rahmen des Kulturkampfs im Mai 1873 beschlossene Gesetze griffen in die Autonomie der Kirche ein, z. B. mit Regelungen zur Vorbildung und Anstellung der Geistlichen (Näheres hier).

Von Ketteler prangerte im Oktober 1873 in Kevelaer vor mehr als 25.000 Menschen in seiner Predigt diese Regelungen bzw. Gesetze an. Da die Erörterung staatlicher Angelegenheiten nach dem Kanzelparagraphen in der Ausübung ihres Amtes verboten war, wurde er nach seiner Ansprache verhaftet und zur Höchststrafe von zwei Jahren Festungshaft verurteilt, was heftige Proteste auslöste.

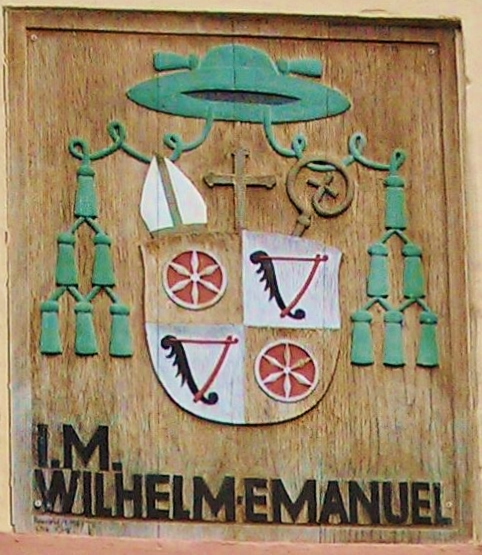
Bischofswappen am Südflügel des von ihm begründeten St. Josephshauses, ehemalige Wasserburg Klein-Zimmern

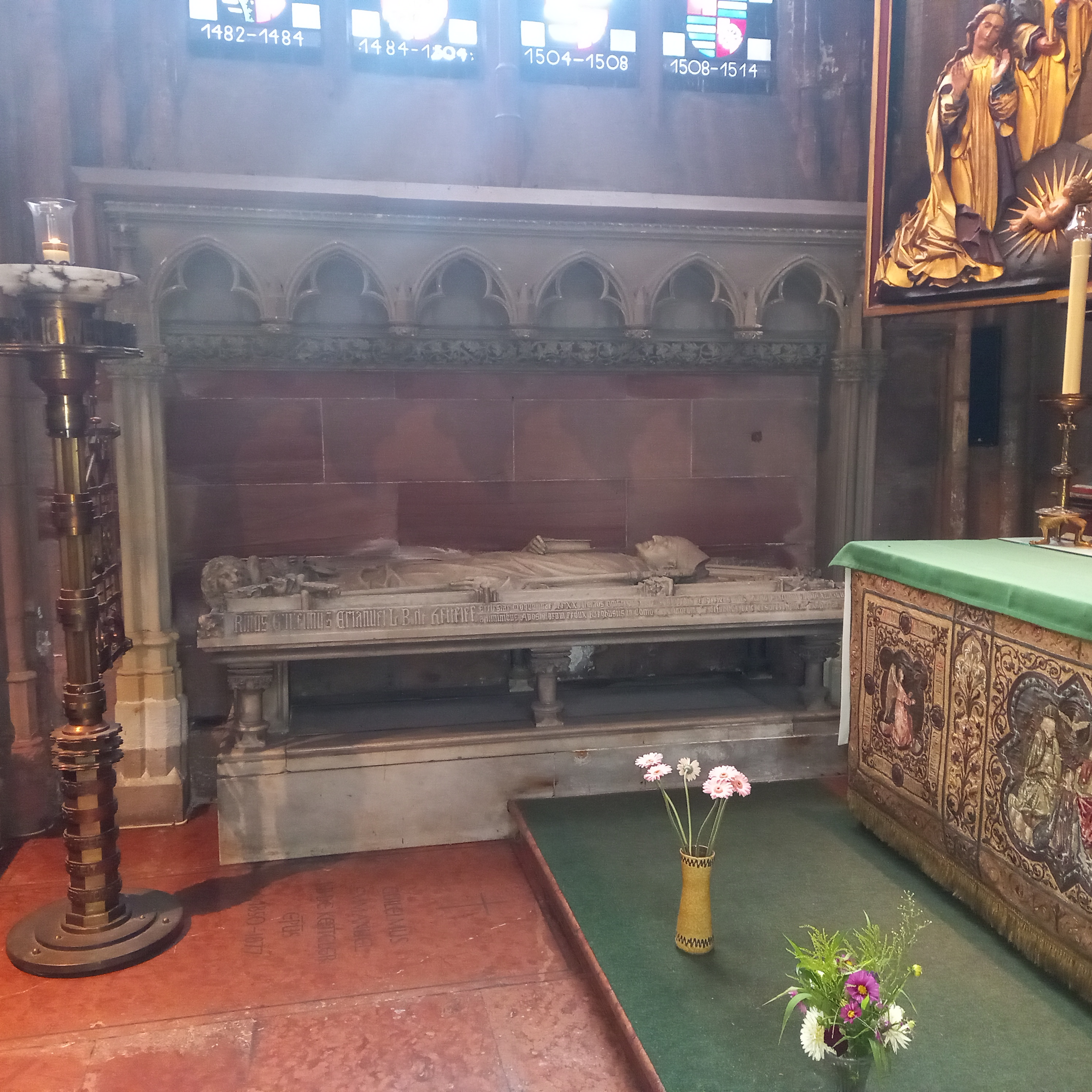
Das Grab von Wilhelm Emmanuel von Ketteler im Mainzer Dom (2024)

Als Mainzer Bischof war Wilhelm Emmanuel von Ketteler qua Verfassung von 1851 bis 1877 Mitglied der ersten Kammer der Landstände des Großherzogtums Hessen
Ein von preußischen Historikern entwickeltes Geschichtsbild, wonach Preußen eine Mission in Deutschland und der Welt zukomme, verurteilte er als Borussianismus. Kirchenpolitisch setzte er sich für die Autonomie und Macht der katholischen Kirche ein und war erklärter Gegner der Trennung von Staat und Kirche, was ihn zum Widersacher Bismarcks im Kulturkampf machte, der durch die Veröffentlichung des Syllabus errorum, eines Verzeichnisses moderner theologischer und gesellschaftlicher Anschauungen und Lehren durch Papst Pius IX. von 1864, die von der Kirche abzulehnen seien, ausbrach. Die katholische Kirche, und damit auch von Ketteler, wollte sowohl die Ächtung philosophischer Vorstellungen, wie die des Naturalismus, Pantheismus und Rationalismus, als auch die Ablehnung von Sozialismus, Kommunismus, Nationalismus und Liberalismus propagieren.

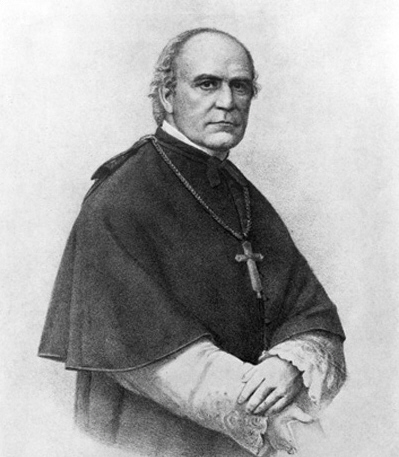
Wilhelm Emmanuel von Ketteler, Lithografie (1865)

Unter dem Einfluss seines Münchener Studienfreundes Adolph Kolping erkannte er die Bedeutung der Sozialen Frage in der neu entstehenden Industriegesellschaft und bereitete die Hinwendung der katholischen Kirche zur Sozialtätigkeit zum Wohle der Arbeiterschaft vor, die schließlich von Papst Leo XIII. (Papst von 1878 bis 1903) vollzogen wurde. Er gilt damit als Mitbegründer der Katholischen Soziallehre und erhielt den Beinamen „Arbeiterbischof“. Mit Relevanz einer lehramtlichen Aussage erläuterte Ketteler 1848 während seiner Mainzer Adventspredigten die Sozialpflichtigkeit des Eigentums, insofern es sich um Güter handelt, die „zum Zwecke der Fürsorge und Verwaltung“ verteilt sind und „im Interesse der Ordnung und des Friedens“ wirksam sein sollen.
Allerdings sind in Kettelers Äußerungen auch antijudaistische Denkweisen festzustellen, z. B. vertrat er die Gottesmordthese, dass „das Judenvolk seinen Beruf auf Erden verloren hat, als es den Messias kreuzigte“. Auch kombinierte er wiederholt die Begriffe „Juden und Heiden und falsche Brüder“.
Obwohl Bischof Ketteler ein Gegner der auf dem Ersten Vatikanischen Konzil beschlossenen Unfehlbarkeitserklärung des Papstes war, unterwarf er sich dem Konzilsbeschluss.
Auf seiner Rückreise vom Konzil brachte Ketteler eine Kopie des Gnadenbildes Unserer Lieben Frau von der immerwährenden Hilfe mit und machte es in der Folge in Deutschland bekannt. Er wünschte sich auch, dass es als Kopie auf seinem Grab in Mainz aufgestellt würde.
Ketteler starb 1877 während einer Rückreise von Rom im Kapuzinerkloster Burghausen und wurde am 18. Juli 1877 in der Marienkapelle des Mainzer Doms beigesetzt.
Er war Mitglied der Accademia dei Quiriti in Rom, römischer Patrizier, päpstlicher Thronassistent und Hausprälat, Kommandeur 1. Klasse des Großherzoglich Hessischen Ludwigsordens und Ritter des preußischen Roten Adlerordens 2. Klasse.

## Predigten, Briefe, Schriften
- Ketteler schrieb unter anderem:
  - Die großen sozialen Fragen der Gegenwart. Sechs Predigten, gehalten im hohen Dome zu Mainz. Verlag von Franz Kirchheim, Mainz 1849
  - Bonifatius Hirtenbrief, 1855. Selbiger führte zu Arthur Müllers Das Lutherfest zu Worms mit besonderer Rücksicht auf die Bonifaciusfeier zu Mainz im Jahre 1855 – Ein Freies Wort. Chr. Limbarth, Wiesbaden 1886 (Digitalisat)
  - Freiheit, Autorität und Kirche. Erörterungen über die großen Probleme der Gegenwart. Verlag von Franz Kirchheim, Mainz 1862
  - Die Arbeiterfrage und das Christentum. Verlag von Franz Kirchheim, Mainz 1864 (212 Seiten; Digitalisat).
  - Kann ein gläubiger Christ Freimaurer sei? Antwort auf den Herrn Dr. K. Seidel, Privatdozenten der Philosophie in Leipzig. Verlag von Franz Kirchheim, Mainz 1865
  - Deutschland nach dem Kriege von 1866. Verlag von Franz Kirchheim, Mainz 1867 (231 Seiten)
  - Die gegenwärtige Lage des heiligen Vaters. Verlag von Franz Kirchheim, Mainz 1867
  - Die öffentliche Beschimpfung der katholischen Kirche auf der Bühne. Ein APPELL an Alle, welche Sinn für Gerechtigkeit und Ehre haben und mit ihren katholischen Mitbürgern auf Grund gegenseitiger Achtung in Frieden leben wollen. Verlag von Franz Kirchheim, Mainz 1868 (19 Seiten; Digitalisat), was zu einer lauten Diskussion mit Arthur Müller,  dem Verfasser des vom Kardinal angegriffenen Lustspiels Gute Nacht, Hänschen[11] führte.[12]
  - Die wahren Grundlagen des religiösen Friedens. Eine Antwort auf die von Herrn Prälaten Dr. Zimmermann und der evangelischen Geistlichkeit Hessens erhobene Anschuldigung wegen „Verunglimpfung des evangelischen Glaubens“. Verlag von Franz Kirchheim, Mainz 1868 (87 Seiten)
- Johann Michael Raich (Hrsg.): Predigten des Hochwürdigsten Herrn Wilhelm Emmanuel Freiherrn v. Ketteler, Bischof von Mainz. 2 Bände. Franz Kirchheim Verlag, Mainz 1878.
- Johann Michael Raich (Hrsg.): Briefe von und an Wilhelm Emmanuel Freiherrn von Ketteler, Bischof von Mainz. Franz Kirchheim Verlag, Mainz 1879.
- 10 Briefe von Wilhelm Emmanuel von Ketteler an Ida Gräfin Hahn-Hahn. 8. Februar 1850 bis 8. Februar 1873. Fritz Reuter Literaturarchiv, Berlin.
- Erwin Iserloh (Hrsg.): Wilhelm Emmanuel Freiherr von Ketteler. Sämtliche Werke und Briefe. 11 Bände. Mainz 1977–2001.
- Erwin Iserloh, Christoph Stoll: Bischof Ketteler in seinen Schriften. Mainz 1977 (Repräsentative Textauswahl).

## Ehrungen
- Eine Ketteler-Kapelle zu seinen Ehren im Stadtteil Mainz-Mombach mit überwiegender Arbeiterbevölkerung wurde nicht vollendet.

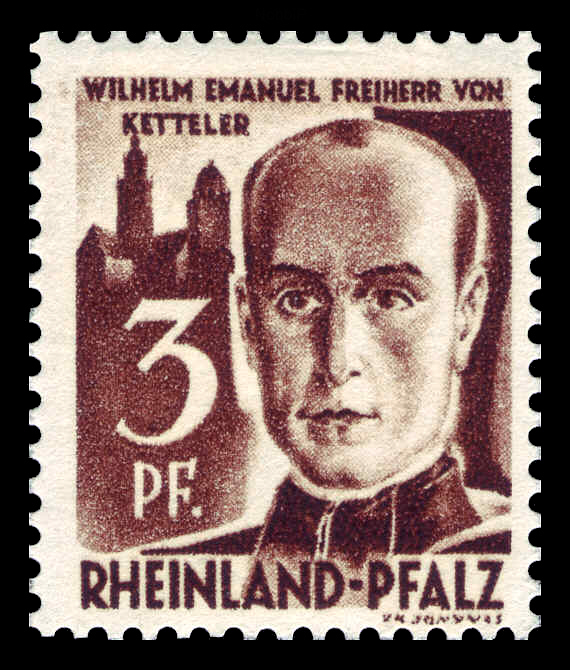
Rheinland-pfälzische Briefmarke (1948)

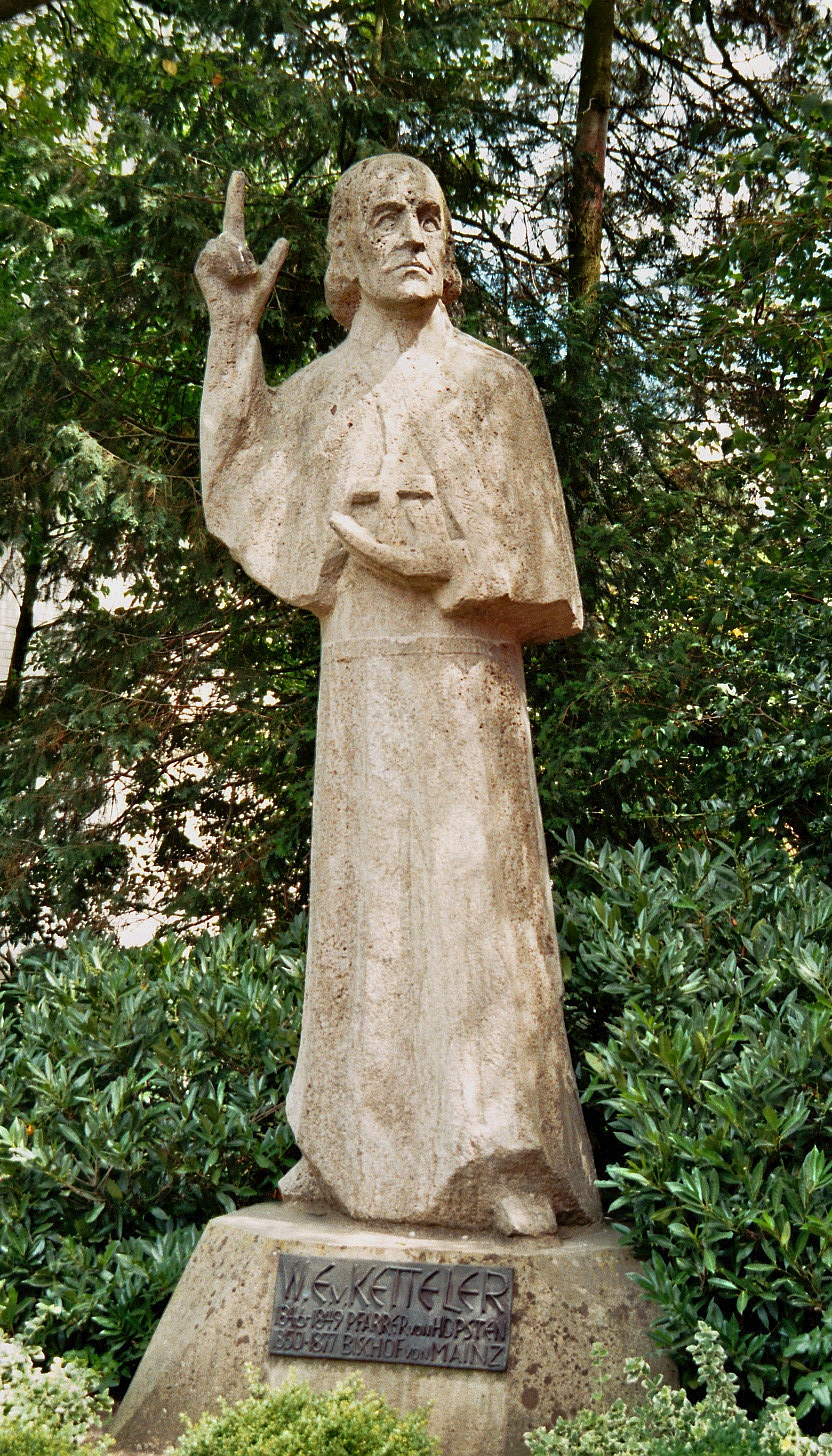
Ketteler-Denkmal in Hopsten (Foto: 2011)

- 1977 wurde in Hopsten anlässlich seines 100. Todestages zwischen Pfarrkirche und Pfarrhaus das Ketteler-Denkmal, eine von dem Bildhauer Joseph Krautwald geschaffene Statue, aufgestellt.
- Sein Aufruf an die katholischen Arbeiter, sich zu organisieren, war der Gründungsaufruf für die katholischen Arbeitervereine. 1849 wurde der erste Verein, der St.-Joseph-Unterstützungsverein St. Emeram, in Regensburg gegründet. In der Folgezeit bildeten sich viele Arbeitervereine, die sich Ende des 19. Jahrhunderts (1891) zum Verband Süddeutscher Katholischer Arbeitervereine zusammenschlossen. Im gleichen Jahr veröffentlichte Papst Leo XIII. das erste große Sozialrundschreiben Rerum Novarum. Die Schriften des Sozialethikers von Ketteler haben die Programmatik der Arbeitervereine und der Katholischen Arbeitnehmer-Bewegung Deutschlands (KAB) bis heute bestimmt.
- Die KAB-Stiftung Zukunft der Arbeit und sozialen Sicherung (ZASS) verleiht im Zwei-Jahres-Rhythmus den Kettelerpreis.[13] Bisherige Preisträger sind unter anderem die Solwodi-Gründerin Schwester Lea Ackermann, der Leiter des Innenressorts der Süddeutschen Zeitung Heribert Prantl, die Christliche Arbeiterjugend (CAJ), Fairplay Soccer Cup (2024), Omas gegen Rechts (2024) und Radikale Töchter (2024).

### Ketteler als Namensgeber
- Straßennamen nach von Ketteler in Aachen, Beckum, Belm, Bonn im Ortsteil Pützchen, Bamberg, Biblis, Bremen, Bürstadt, Delmenhorst, Dieburg, Düsseldorf, Einhausen, Forchheim, Frankfurt am Main, Friedberg, Giengen an der Brenz, Großostheim, Herzogenaurach, Hopsten, Johannesberg, Kleinostheim, Kleve, Köln, Lahnstein, Leverkusen, Lichtenfels, Lorsch, Mainz im Stadtteil Finthen Münster, Offenbach am Main, Paderborn, Rockenberg im Ortsteil Oppershofen, Rodalben, Viernheim, Warendorf, Wickede, Wiesbaden und Würzburg, München-Perlach, Wipperfürth.

- Das Kettelerhaus, sein Wohnhaus in Hopsten, Pfarrheim der katholischen Kirchengemeinde St. Georg
- Ketteler-Realschule in Hopsten
- Bischof-Ketteler-Schule des St. Josephshauses im Groß-Zimmerner Ortsteil Klein-Zimmern, die auch das von ihm 1869 erbaute Bischöfliche Knabenkonvikt in Dieburg betreibt
- Bischof-von-Ketteler-Schule im Salzkottener Stadtteil Thüle
- „Kettelerschule“, Grundschule in Hamm, Westfalen
- Katholische Grundschule im Essener (NRW) Stadtteil Borbeck
- Bischof-Ketteler-Haus in Berlin-Weißensee, ein Seniorenpflegeheim im Verbund der Alexianer.
- In mehreren Städten Ketteler-Siedlung mit überwiegend Ein- und Zweifamilienhäusern, u. a. in  Mainz und Nürnberg
- Ketteler-Kolleg von 1951  in Mainz als Abendgymnasium und Tageskolleg in Trägerschaft des Bistums Mainz

### Biographien, Einführungen, grundlegende Studien
- Otto Pfülf: Bischof von Ketteler (1811–1877). Eine geschichtliche Darstellung. 3 Bände, 418, 441 und 403 Seiten. Franz Kirchheim Verlag, Mainz 1899.
- Fritz Vigener: Ketteler. Ein deutsches Bischofsleben des 19. Jahrhunderts. München und Berlin 1924. Digitalisat
- Klemens Löffler: Wilhelm Emmanuel v. Ketteler. In: Westfälische Lebensbilder. Bd. 2. Aschendorff, Münster 1931, S. 299–318.
- Franz Herwig: Der große Bischof. Buchgemeinde, Bonn 1931.[15]
- Gisbert Kranz: Bischof Ketteler. Ein Lebensbild. Winfried-Werk, Augsburg 1961.
- Erwin Iserloh: Kirche – Ereignis und Institution. Aufsätze und Vorträge. Bd. 1: Kirchengeschichte als Theologie. Aschendorff, Münster 1985; darin mehrere Beiträge über Ketteler:
  - Wilhelm Emmanuel von Ketteler. S. 259–265.
  - Die soziale Aktivität der Katholiken im Übergang von caritativer Fürsorge zu Sozialreform und Sozialpolitik, dargestellt an den Schriften Wilhelm Emmanuel von Kettelers. S. 266–284.
  - Wilhelm Emmanuel von Ketteler und die Freiheit der Kirche und in der Kirche. S. 285–308.
  - Der Katholizismus und das Deutsche Reich von 1871. Bischof Kettelers Bemühungen um die Integration der Katholiken in den kleindeutschen Staat. S. 309–326.
  - Wilhelm Emmanuel von Ketteler zur Infallibilität des Papstes. S. 327–345.
- Karl Brehmer: Wilhelm Emmanuel von Ketteler (1811–1877) – Arbeiterbischof und Sozialethiker. Auf den Spuren einer zeitlosen Modernität. Verlag Schnell und Steiner, Regensburg 2009, ISBN 978-3-7954-2135-9
- Werner Guballa: Wilhelm Emmanuel von Ketteler – Bischof von Mainz. Seelsorger und Sozialreformer = Landeszentrale für politische Bildung Rheinland-Pfalz (Hg.): Blätter zum Land Rheinland-Pfalz 4/2011. Mainz 2011.
- Hermann-Josef Große Kracht: Wilhelm Emmanuel von Ketteler. Ein Bischof in den sozialen Debatten seiner Zeit. Ketteler-Verlag und Lahn-Verlag, Köln und Kevelaer 2011, 234 S.
- Reinhard Marx: Christ sein heißt politisch sein. Wilhelm Emmanuel von Ketteler für heute gelesen. Herder, Freiburg 2011.

### Einzelne Gesichtspunkte
- Elmar Fastenrath: Bischof Ketteler und die Kirche. Eine Studie zum Kirchenverständnis des politisch-sozialen Katholizismus (= Beiträge zur neueren Geschichte der katholischen Theologie, Bd. 13). Ludgerus-Verlag Wingen, Essen 1971.
- Mainz und die soziale Frage in der Mitte des 19. Jahrhunderts. Zum 100. Todestag von Oberbürgermeister Wallau und Bischof Ketteler. Katalog zur Ausstellung im Rathaus-Foyer Mainz 4. August bis 4. September 1977.
- Karsten Petersen: „Ich höre den Ruf nach Freiheit“ – Wilhelm Emmanuel von Ketteler und die Freiheitsforderungen seiner Zeit. Eine Studie zum Verhältnis von konservativem Katholizismus und Moderne. Schöningh, Paderborn 2005.
- Klaus Schlupp: Schule, Kirche und Staat im 19. Jahrhundert. Die katholische Volksschule im Bistum Mainz und Großherzogtum Hessen-Darmstadt 1830–1877. Nordhausen 2005.
- Volker Jakob: Ein aristokratischer Arbeiterbischof. In: Westfalenspiegel, Ausgabe 3/2011, S. 60–61 (insbesondere zu seinen westfälischen Wurzeln).

### Beiträge in biographischen Handbüchern
- Herman Haupt (Hrsg.): Hessische Biographien. Band I, Lieferung 1. Großherzoglich hessischer Staatsverlag, Darmstadt 1912.
- Erwin Iserloh: Ketteler, Wilhelm Emmanuel Freiherr von. In: Neue Deutsche Biographie (NDB). Band 11, Duncker & Humblot, Berlin 1977, ISBN 3-428-00192-3, S. 556–558 (Digitalisat).
- Lothar Roos: Wilhelm Emmanuel Frhr. von Ketteler (1811–1877). In: Jürgen Aretz, Rudolf Morsey, Anton Rauscher (Hrsg.): Zeitgeschichte in Lebensbildern. Aus dem deutschen Katholizismus des 19. und 20. Jahrhunderts. Band 4. Matthias-Grünewald-Verlag, Mainz 1980, ISBN 3-7867-0833-9, S. 22–36 (Nachdruck bei Aschendorff, Münster 2022, Digitalisat).
- Egbert Weiß: Corpsstudenten in der Paulskirche. In: Einst und Jetzt, Sonderheft 1990, München 1990, S. 26.
- Bernd Kettern: Wilhelm Emmanuel von Ketteler. In: Biographisch-Bibliographisches Kirchenlexikon (BBKL). Band 3, Bautz, Herzberg 1992, ISBN 3-88309-035-2, Sp. 1429–1431 (Artikel/Artikelanfang im Internet-Archive).
- Jochen Lengemann: MdL Hessen. 1808–1996. Biographischer Index (= Politische und parlamentarische Geschichte des Landes Hessen. Bd. 14 = Veröffentlichungen der Historischen Kommission für Hessen. Bd. 48, 7). Elwert, Marburg 1996, ISBN 3-7708-1071-6, S. 211.
- Klaus-Dieter Rack, Bernd Vielsmeier: Hessische Abgeordnete 1820–1933. Biografische Nachweise für die Erste und Zweite Kammer der Landstände des Großherzogtums Hessen 1820–1918 und den Landtag des Volksstaats Hessen 1919–1933 (= Politische und parlamentarische Geschichte des Landes Hessen. Bd. 19 = Arbeiten der Hessischen Historischen Kommission. NF Bd. 29). Hessische Historische Kommission, Darmstadt 2008, ISBN 978-3-88443-052-1, Nr. 432.